# Julia Walczyk-Klimaszyk
Julia Walczyk épouse Klimaszyk, née le 28 octobre 1997 à Łódź est une escrimeuse polonaise, pratiquant le fleuret.

## Biographie
Elle remporte l'épreuve individuelle des Jeux européens de 2023. Lors des Championnats d'Europe d'escrime 2024, elle remporte une médaille de bronze.

## Palmarès

### Championnats d'Europe
- Médaille de bronze en individuel en 2024 à Bâle

### Jeux européens
- Médaille d'or en individuel en 2023 à Cracovie

### Championnats de Pologne
- en individuel
  -  Médaillée d'or en 2018, 2021, 2022, et 2023
  -  Médaillée d'argent en 2024
- par équipe
  -  Médaillée d'or en 2018, 2019, 2020, 2021, 2022, 2023 et 2024
  -  Médaillée d'argent en 2017